# Arbigland House

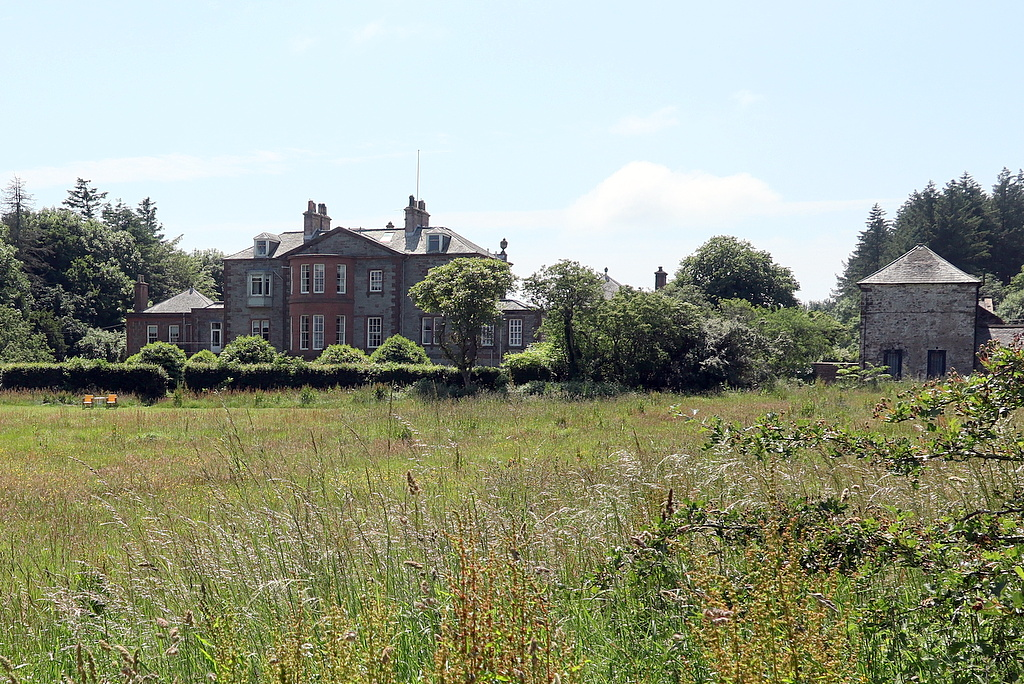
Arbigland House

Arbigland House ist ein Herrenhaus nahe der schottischen Ortschaft Southerness in der Council Area Dumfries and Galloway. 1971 wurde das Bauwerk in die schottischen Denkmallisten in der höchsten Denkmalkategorie A aufgenommen. Des Weiteren ist die Anlage im schottischen Register für Landschaftsgärten verzeichnet.

## Geschichte
Die nachgewiesene Besiedlungsgeschichte des Standorts reicht bis in die Eisenzeit zurück. Dort befand sich ein bis um 1500 genutztes Fort, das zuletzt als McCulloch’s Castle bekannt war. Eigentümer der Ländereien waren wahrscheinlich die Murrays, denn es liegen keine Belege vor, welche sie den Besitztümern des Clans McCulloch zuordnen würden. Mit Aufgabe von McCulloch’s Castle wurde südlich ein neuer Festungsbau errichtet.
Von den Murrays ging Arbigland an die Earls of Annandale und fiel schließlich den Earls of Southesk zu. 1678 erwarb die Familie Craik Arbigland. Sie ließen verschiedene Außengebäude errichten, darunter das Gärtnerhaus, in dem John Paul Jones, der Gärtnerssohn, aufwuchs, der nach seiner Auswanderung ein erfolgreicher Seefahrer wurde und als Gründer der US Navy gilt. In dem Gebäude ist heute ein Museum eingerichtet (siehe John Paul Jones’ Cottage).
In den 1730er Jahren erbte William Craik das Anwesen. Craik hatte sich bereits im nahegelegenen Kirkbean als Agrarentwickler hervorgetan und begann auch in Arbigland mit der Einführung fortschrittlicher landwirtschaftlicher Strukturen. 1755 ließ Craik, der auch als Architekt fungierte, das heutige Arbigland House erbauen. In diesem Zuge wurden auch die umgebenden Parks und Gärten angelegt. Bis 1852 wurde Arbigland House innerhalb der Familie vererbt, bis es an William Stewart Balfour veräußert wurde.

## Beschreibung
Arbigland House liegt rund drei Kilometer nordöstlich von Southerness nahe der Einmündung des Nith am Nordufer des Solway Firth. Das Mauerwerk des zweistöckigen klassizistischen Gebäudes besteht aus grob behauenem Naturstein, der zu einem Schichtenmauerwerk verbaut wurde. Die Gebäudekanten sind mit rustizierten Ecksteinen abgesetzt. An der südwestexponierten Frontseite tritt ein drei Achsen weiter Mittelrisalit hervor. Er ist mit kolossalen ionischen Pilastern gestaltet, die einen Dreiecksgiebel tragen. Die Dächer sind mit Schiefer eingedeckt.